# Взятие Карадаглы
Взятие Карадаглы (арм. Ղարադաղլուի ազատագրում — освобождение Карадаглы, азерб. Qaradağlı qətliamı — резня в Карадаглы) — захват армянскими войсками азербайджанского села Карадаглы в Ходжавендском районе Нагорного Карабаха 17 февраля 1992 года во время Первой Карабахской войны.

## Штурм Карадаглы
В 5 часов утра 17 февраля 1992 года армянские добровольческие отряды Арабо и Арамо, а также отряды Монте Мелконяна начали штурм села Карадаглы. Спустя 11 часов село было захвачено армянскими войсками. В результате боя за село более 20 азербайджанских солдат погибли и ещё 15 получили ранения, остальные бежали в город Агдам через горы.

## Последующие события
Маркар Мелконян, брат Монте Мелконяна, участвовавшего в бое за Карадаглы, в своей книге «Дорога моего брата» описывает, что после боя бойцы отрядов Арабо и Арамо собрали вокруг канавы на окраине Карадаглы 38 азербайджанских пленных, в том числе несколько женщин и других некомбатантов. Затем один из пленников бросил гранату в канаву, тем самым ранив одного из армянских бойцов. После этого другие армянские бойцы, желая отомстить за своего товарища, начали резать и расстреливать азербайджанских пленников, пока все они не погибли. Один из армянских бойцов облил бензином нескольких раненых азербайджанских пленных и сжёг их заживо. По словам Маркара Мелконяна, всего за два дня в Карадаглы и его окрестностях были убиты 53 азербайджанца. Также он писал, что «Монте был против убийства пленных — он приказывал своим бойцам ни одному пленнику не причинять вред».
Азербайджанское население села, в том числе население сел Малыбейли и Агдабан, также захваченных армянскими войсками, было изгнано, что привело к гибели по меньшей мере 99 гражданских лиц, а 140 человек получили ранения.
После потери Карадаглы, министр обороны Азербайджана Таджеддин Мехтиев был уволен за потерю очередного стратегически важного объекта. Правительство Азербайджана направило письма в ООН, ОБСЕ и Красный Крест, осуждающие убийства азербайджанских мирных жителей.